# 王继图
王继图（?—?），五代十国闽国宗室，闽惠宗王延钧的侄子。王延钧在位時猜忌宗室，王继图打算推翻王延钧，結果被王延钧長子王繼鵬殺死。